# William Gibson
William Ford Gibson (Conway (South Carolina), 17 maart 1948) is een Amerikaans sciencefictionauteur en 'vader' van de 'cyberpunk'. In 1984 won hij met Neuromancer de Nebula Award en de Philip K. Dick Award, het jaar daarop de Hugo Award. In 2019 werd de Nebula Grand Master Award aan hem toegekend.

## Neuromancer
Neuromancer (1984) speelt zich af in de net-niet-nabije toekomst. Plastische chirurgie is alomtegenwoordig: bijna alle mensen hebben implantaten en kunstmatige ledematen en organen, en gebruiken designer-drugs als waren het snoepjes. De wereld wordt gedomineerd door multinationals, er is verregaande corruptie, vervuiling, en verval. Met behulp van 'consoles', een geavanceerde vorm van user interface, breekt Case, een hacker, binnen in webruimtes (cyberspace) van bedrijven om daar informatie te stelen. Een elektronisch verdedigingssysteem, een soort firewall, in het boek ICE genaamd, kan voor de hackers echter echt de dood betekenen. Case wordt geronseld door een zekere Armitage. Door middel van chirurgie worden kleine gifzakjes in zijn lichaam aangebracht. Enkel als hij erin slaagt de netwerken van het bedrijf Tessier-Ashpool SA te hacken, zal het gif geneutraliseerd worden. Case en een aantal kompanen, waaronder Molly, moeten onder deze chantage de uitdaging wel aangaan. Het boek werd geschreven in een tijd waarin een aantal van de woorden die wij nu zouden gebruiken om de gebruikte concepten te beschrijven nog niet bestonden, en dus noemt Gibson sommige dingen anders dan de naam waaronder we ze nu kennen.
Neuromancer werd gevolgd door Count Zero en Mona Lisa Overdrive, en vormt daarmee een trilogie die bekendstaat als de Sprawl-serie.

## Stijl
De boeken van Gibson zijn rijk wat inventiviteit, taal en stijl betreft, en lijken nog het meest op Japanse anime/manga. De scènes wisselen snel, en wat echt gebeurt en wat niet, vanuit wiens gezichtspunt en in welke ruimte (de echte of cyberspace) is niet altijd duidelijk, waardoor het gevaar van desoriëntatie bij de lezer steeds op de loer ligt. Zij vragen daarom eigenlijk om herlezing, die ook niet snel zal vervelen. Er komt veel geweld en actie in voor. Gibson kiest resoluut voor zogenaamde used future: de toekomst ziet er grauw, vuil, vervallen en gevaarlijk uit.
Gibson roept een coherent futuristisch universum op, volgestouwd met details. Typisch is dat hij niet stilstaat bij die details om ze te beschrijven en/of te verklaren; de lezer moet dus zelf veel gissen en invullen. Vaak lopen twee of meer vertellijnen parallel. Bovendien kunnen bepaalde personages (Case, bijvoorbeeld) andere personages hacken: Case neemt dan de zintuiglijke waarnemingen van bijvoorbeeld Molly over (hij ziet, voelt, ruikt etc. wat Molly ziet, voelt, ruikt etc.). Dit veroorzaakt vaak verwarring wat betreft het vertelperspectief. Al deze stilistisch grensverleggende elementen maken de leeservaring extra intensief.

## Receptie en cultstatus
Gibson verwierf meteen na zijn debuut de status van cultauteur, maar toch hoort hij eerder thuis in het vakje van de literatuur dan de zogenaamde lectuur (daarvoor zijn de boeken te vernieuwend en te moeilijk). Gibson gebruikte als eerste de term cyberspace en matrix (verwijzend naar iets dat lijkt op wat wij nu het internet noemen), en beschreef op visionaire wijze de (extreme) mogelijkheden van het internet, lang voor het internet algemeen bekend raakte. Zijn werk inspireerde onder andere de makers van de film The Matrix (Neo en Trinity uit de film The Matrix zijn gebaseerd op Case en Molly uit Neuromancer),
een kort verhaal van Gibson lag aan de basis van de film Johnny Mnemonic, en Gibson zelf schreef het scenario van een X-Files-aflevering (over online gaming).